# فرد (بازیکن فوتبال، زاده ۱۹۹۳)
فردریکو رودریگس دِ پائولا سانتوس (پرتغالی: Frederico Rodrigues de Paula Santos؛ زادهٔ ۵ مارس ۱۹۹۳) یک بازیکن فوتبال اهل برزیل است که برای باشگاه فنرباغچه بازی می‌کند.